# Alpha Bank
Alpha Bank (грец. Alpha Τράπεζα) — третій за значимістю банк Греції. Очолює банк Іоанніс Костопулос, онук засновника банку.
Банк має близько 450 відділень в країні, здійснює активну міжнародну експансію, зокрема на Балканах. Його філії діють на Кіпрі, в Румунії, Албанії, КЮРМ, Молдові, Сербії, Болгарії, в Лондоні і Нью-Йорку. В березні 2008 року Alpha Bank придбав український Астра Банк.
Банк має такі довгострокові кредитні рейтинги: Standard & Poor's – BB; Moody's – Ba1; FITCH IBCA – BBB-.

## Історія
Alpha Bank, або Alpha Τράπεζα, заснований в 1879 Іоаннісом Ф. Костопулосом як невеликий комерційний банк в Каламаті.
У 1918 відділ фірми «І. Ф. Костопулос» змінив назву на Банк Каламати.
У 1924 штаб-квартира банку перемістилась в Афіни, а сама установа отримала нову назву — Banque de Credit Commercial Hellenique.
У 1947 відбулось чергове перейменування на Комерційний Кредитний Банк (Commercial Credit Bank, або CCB).
У 1972 став іменуватись Кредитний Банк (грец. Τράπεζα Πίστεως).
У 1994 фінансова установа здобула назву Alpha Credit Bank. 1999 року банк придбав 51 % акцій Ionian Bank (тодішня назва Іонічний Народний Банк). Після повного поглинання Ionian Bank 2000 року назва була скорочена до Alpha Bank.
У 2002 нічим завершилась спроба злиття Alpha Bank та Національного банку Греції. В лютому 2011 року Alpha Bank вдруге відмовився від € 2.8 млрд. ($ 3,8 млрд.) пропозиції поглинути Національний банк Греції. Відмова порушила сподівання міністерства фінансів на пожвавлення фінансового ринку.